# Transmurania
La Transmurania (en esloveno: Prekmurje [pɾekˈmúːɾjɛ]ⓘ en húngaro: Muravidék, en transmurano: Prekmürsko) es la región extremo nororiental de Eslovenia. Limita al noreste con Hungría, al noroeste con Austria, al sur con Croacia y al suroeste con la región eslovena de Baja Estiria. Recibe su nombre por el río Mura, que la separa del resto de Eslovenia (la traducción literal del esloveno sería «al otro lado del Mura»), debido que está en la rivera oriental del río.
La región es plana en el sur, cerca del río Mura (un pequeño afluente del río Ledava) y accidentada al norte (Goričko).
Otras ciudades importantes son Lendava, Dobrovnik, Turnišče, Beltinci y Črenšovci.

## Historia
En la región hay una considerable población húngara, así como un cierto número de gitanos. Formó parte del condado de Vas, del Reino de Hungría, entre el siglo XI - 1526, 1687 - 1849 y 1867 - 1918. También fue ocupada por Hungría de 1941 a 1944, durante la Segunda Guerra Mundial. Los habitantes de Prekmurje vivieron hasta el final de la Primera Guerra Mundial separados política, económica y culturalmente, y estuvieron bajo la influencia de Hungría. La ley escolar del año 1908 determinó, por ejemplo, que todos los niños que no fueran húngaros tuvieran que escribir y hablar en húngaro ya en la educación primaria.

## Idioma
Antes de la Primera Guerra Mundial había habido intenciones de vincular Prekmurje a lo que hoy es Eslovenia pero solo después de ella empezó la real unidad lingüística y cultural. Prekmurje tiene ya desde hace mucho tiempo un territorio bilingüe y a causa de ello en su idioma hay muchas palabras tomadas de húngaro. El dialecto, según los eslovenos de Prekmurje es el prekmuro (en esloveno: prekmurščina). El prekmuro, prekmürje o prekmörje es un idioma, para sus integrantes, independiente del que hasta se originó una literatura propia, la que es una particulidad en la literatura de los eslavos meridionales, y mucho más para el esloveno, de donde se cree que procede. 
Entre sus obras importantes está la traducción del Nuevo Testamento, de Števan y Mikloš Küzmič. Aunque los húngaros quisieron someter a los eslovenos en Prekmurje, dichos intentos fracasaron. Dado que la orografía es complicada y la zona económicamente atrasada, el habla no había estado sometido a la influencia de la lengua eslovena y de alguna manera permaneció aislada. Esto sucedió a pesar de que en el siglo XII los pastores protestantes aceptaron la Biblia de Jurij Dalmatin y la lengua de Primož Trubar.

## Monumentos
Destaca la iglesia del arquitecto Jože Plečnik en Bogojina, situada en el municipio de Moravske Toplice, llamada por los nativos "Paloma blanca" (eslov. Bela golobica). 
El castillo Grad en Goričko (eslov. Grad Grad na Goričkem) es el más grande en Eslovenia y tiene forma de pentágono. Tiene tantas dependencias como días en el año, es decir, 365. 
En dicho lugar se encuentra el centro de información del Parque Goričko (eslov. Krajinski park Goričko). 
En el pueblo de Selo está situada una pequeña iglesia redonda que fue construida en el siglo XII, en estilo románico. En el interior hay un conjunto de pinturas que datan de los siglos XIV y XV.  

## Gastronomía
Bograč: (caldo con tres tipos de carne y verdura), bujta repa (sopa de nabo), ocvirkov namaz (crema para untar de chicharrón), ciganska pečenka (asado gitano), makovi rezanci (fideos de amapola), orehovi rezanci (fideos de nueces), zeljeve flikice (trozos de col
La famosísima prekmurska gibanica (tarta de cuatro rellenos diferentes )
Suele beberse tradicionalmente vino, zumo de manzana y aguardiente.

## Ferias
La feria de Teresa en Murska Sobota (en esloveno: Trejzino senje/Terezijin sejem) tiene lugar cada año el 15 de octubre —día de Santa Teresa— y cuenta con una tradición de más de cien años. La feria recibe a muchos visitantes, vendedores y compradores de otras regiones y también de otros países. En la feria la gente puede comprar varios productos caseros y de artesanía tales como aguardientes, hierbas y productos de hierbas, productos derivados de la miel, entre otros.

## Galería

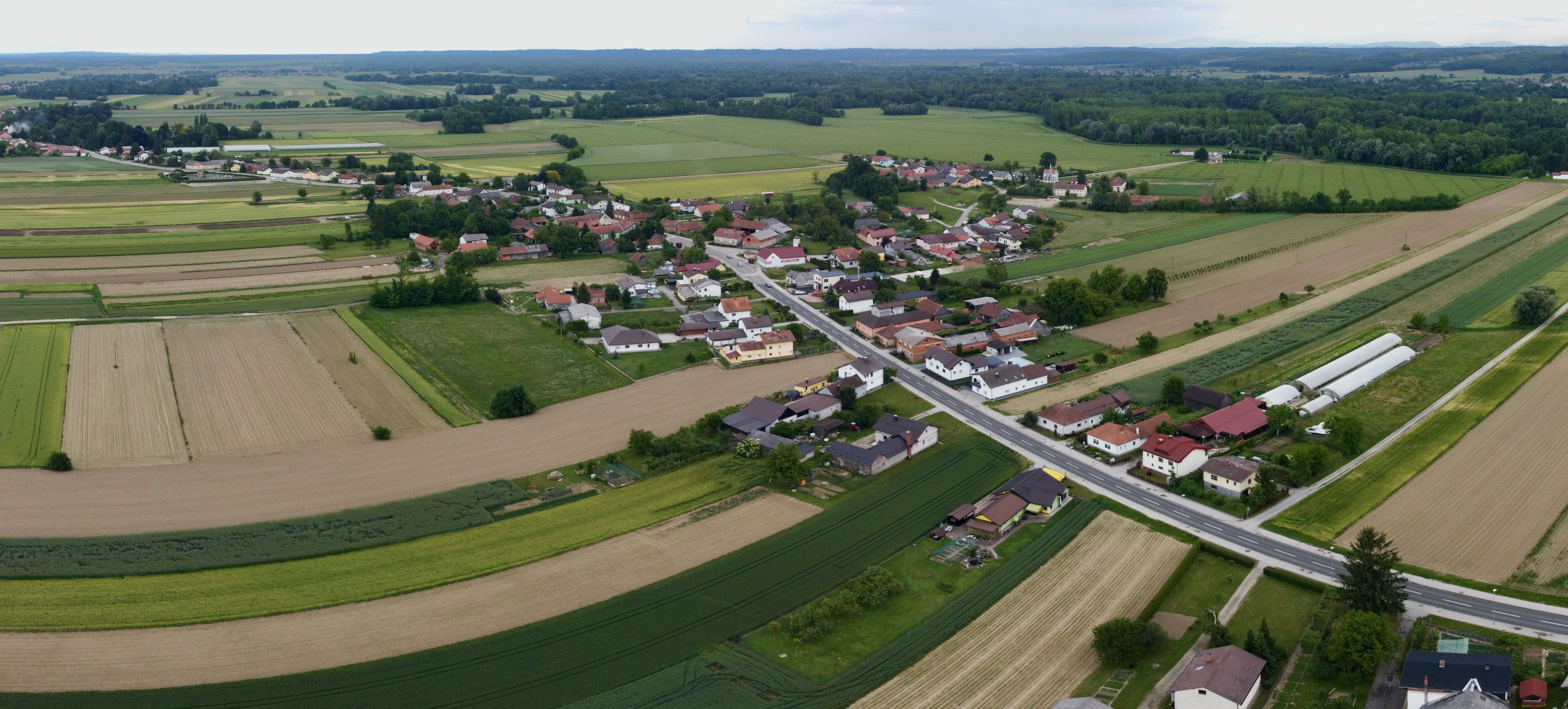
Vista aérea de Petanjci
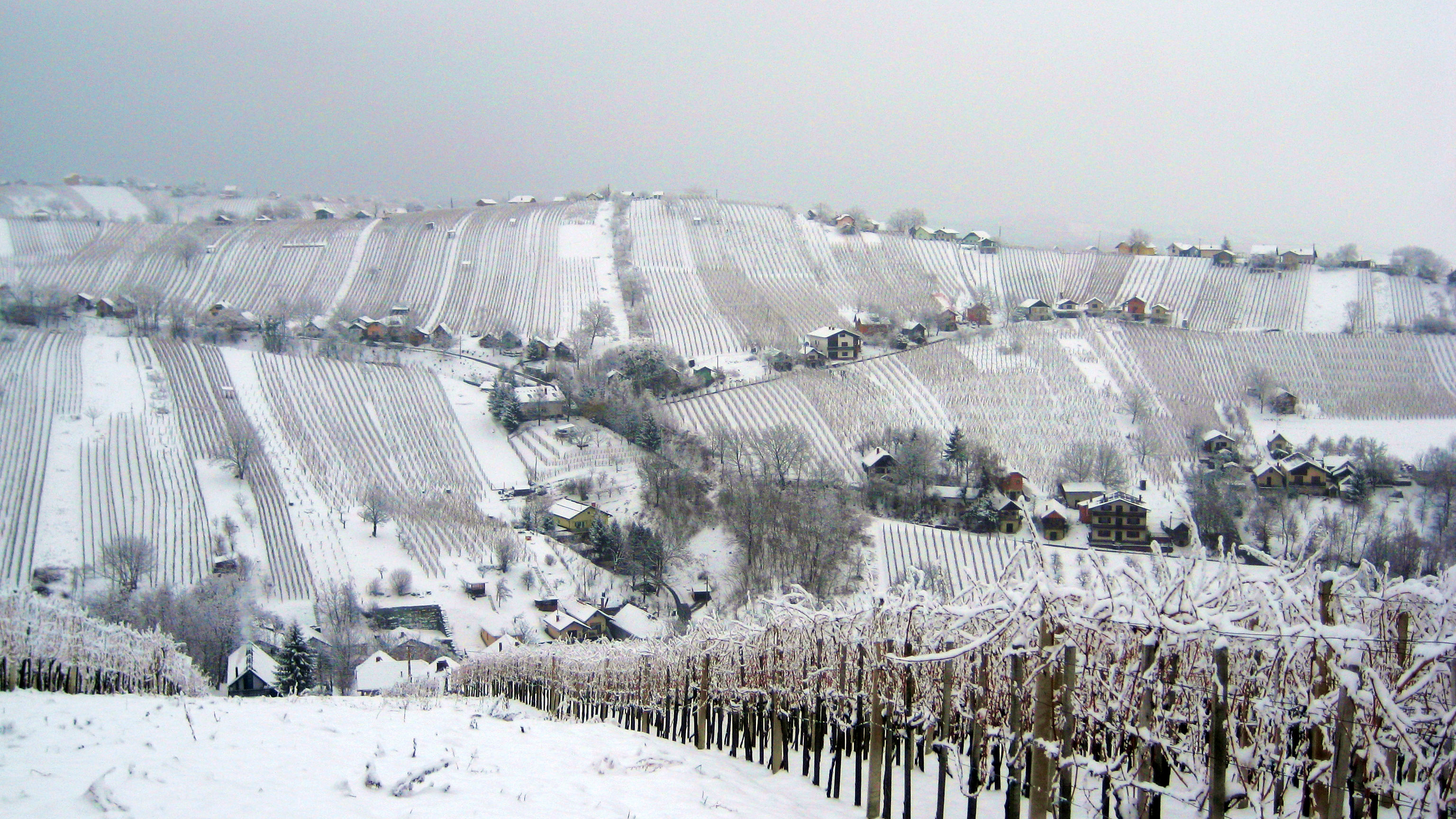
Montañas de Lendav
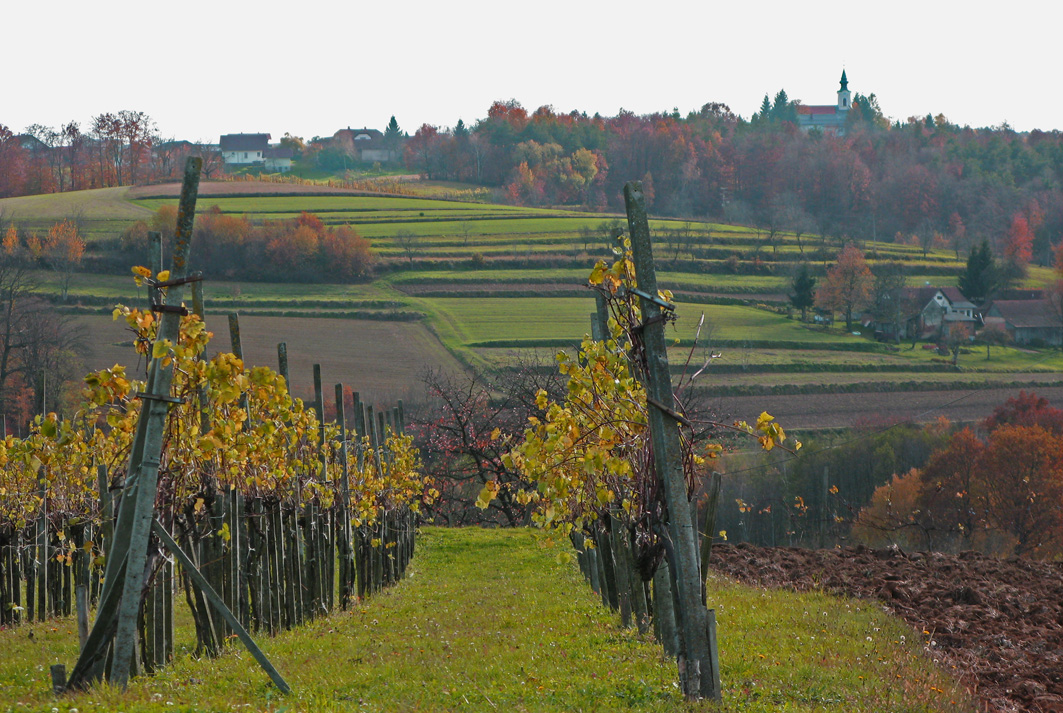
Križevci en Goricko Eslovenia
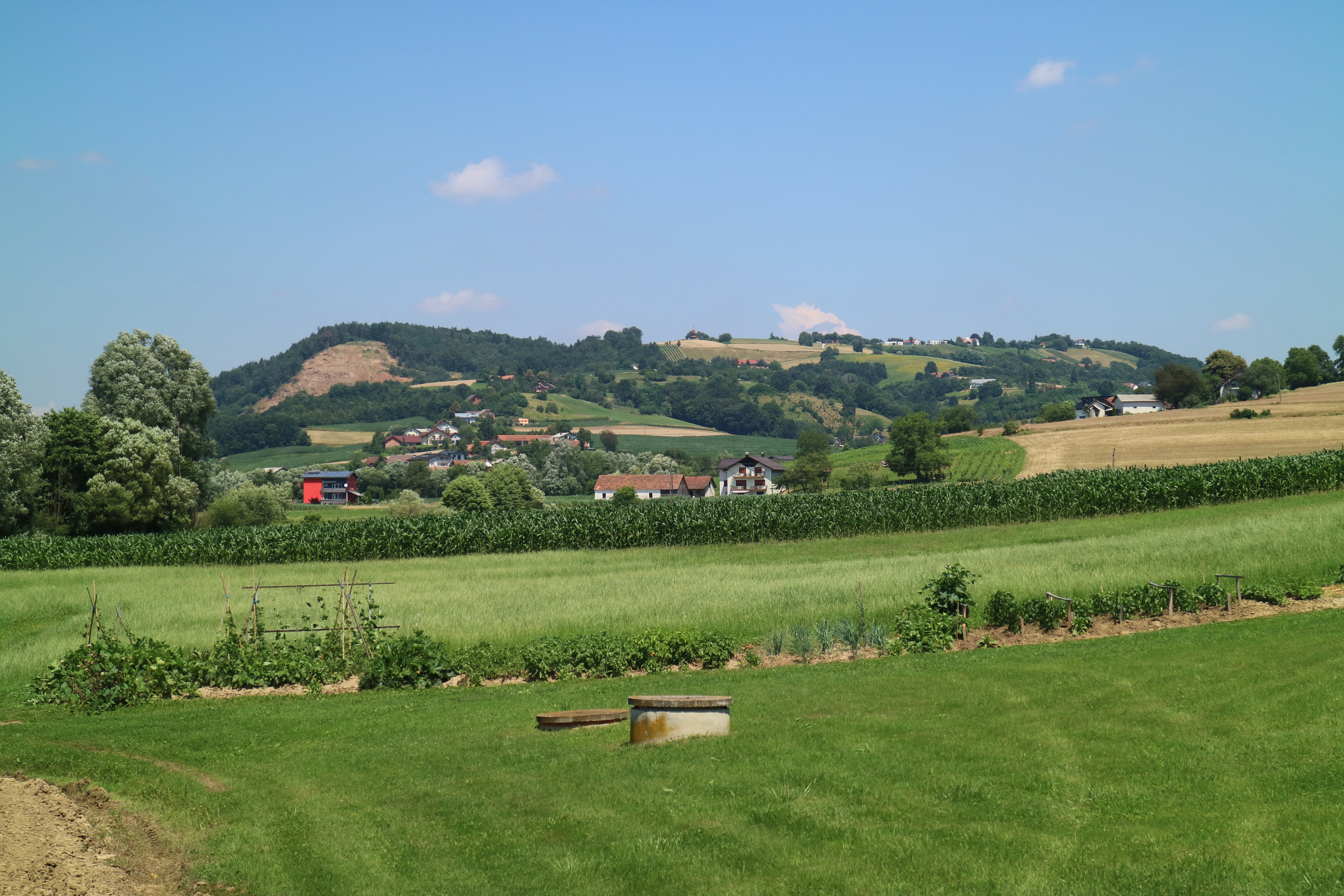
Sotinski breg (Stadelberg)